# 刈谷市総合文化センター
刈谷市総合文化センター（かりやしそうごうぶんかセンター）は、愛知県刈谷市若松町2-104にある複合文化施設。2010年3月31日に閉館した刈谷市民会館の愛称を引き継いでいる。管理、運営は指定管理者のKCSN共同事業体。

## 概要
独立行政法人都市再生機構が施工者となる刈谷駅南地区第一種市街地再開発事業の一環として2010年（平成22年）4月3日に開館した複合施設である。同じ刈谷駅南地区第一種市街地再開発事業には、パークホームズ刈谷サザンゲート（マンション）とみなくる刈谷（ショッピングセンター）がある。
施設は総合文化センターと駐車場棟で構成されており、JR東海道本線・名鉄三河線「刈谷駅」とペデストリアンデッキで直結するなど交通アクセスに恵まれた立地条件にある。平成21年度「人にやさしい街づくり賞」特別賞や平成22年度「バリアフリー・ユニバーサルデザイン推進功労者表彰」内閣府特命担当大臣表彰奨励賞を受賞している。
総合文化センターは鉄骨鉄筋コンクリート構造（地上5階、地下1階）で、生涯学習施設である「中央生涯学習センター」と大小ホールとリハーサル室等からなる「市民ホール」で構成されている。このうち大ホールは刈谷市の成人式会場として使用されるほか、ホールや会議室は各種イベントなどで利用されている。

## 施設

### 施設全般
- 設計 - 東畑建築事務所、独立行政法人都市再生機構中部支社[3]
- 施工 - 竹中工務店
- 構造
  - 総合文化センター - SRC造一部S造[3]
  - 駐車場棟 - S造[3]
- 階数 - 地上5階、地下1階
- 延床面積 - 42,164m2[3]
  - 総合文化センター - 22,821m2[3]
  - 駐車場棟 - 19,343m2[3]

### 刈谷市民ホール
- 大ホール - 収容定員：1541席
- 小ホール - 収容定員：282席
- リハーサル室

### 刈谷市中央生涯学習センター
- 研修室8室
- 会議室4室
- 展示ギャラリーA,B,C
- 創作活動室2室
- 陶芸実習室
- 調理実習室
- パソコン実習室
- 音楽室2室
- 多目的練習室2室
- 音楽スタジオ
- 和室3室

## 交通アクセス
- JR東海道本線・名鉄三河線「刈谷駅」南口より徒歩で約3分。ウイングデッキで直結。
- 伊勢湾岸自動車道豊明インターチェンジより約20分。豊田南インターチェンジより約25分。